# AG-22
La autovía AG-22 o Autovía Lugo-Monforte de Lemos es una autovía autonómica de la Junta de Galicia que transcurre actualmente entre Puebla de San Julián y Sarria (centro), con el proyecto previsto entre Nadela y Puebla de San Julián y el estudio informativo previsto entre Sarria (centro) y Monforte de Lemos (norte). Consta de unos 54,69 kilómetros de longitud, de forma provisional hasta no completar el estudio definitivo de la duplicación del actual corredor CG-2.2 entre Sarria y Monforte de Lemos por la posibilidad de cambiar el trayecto al este de Monforte de Lemos para enlazar con la futura autovía A-76.

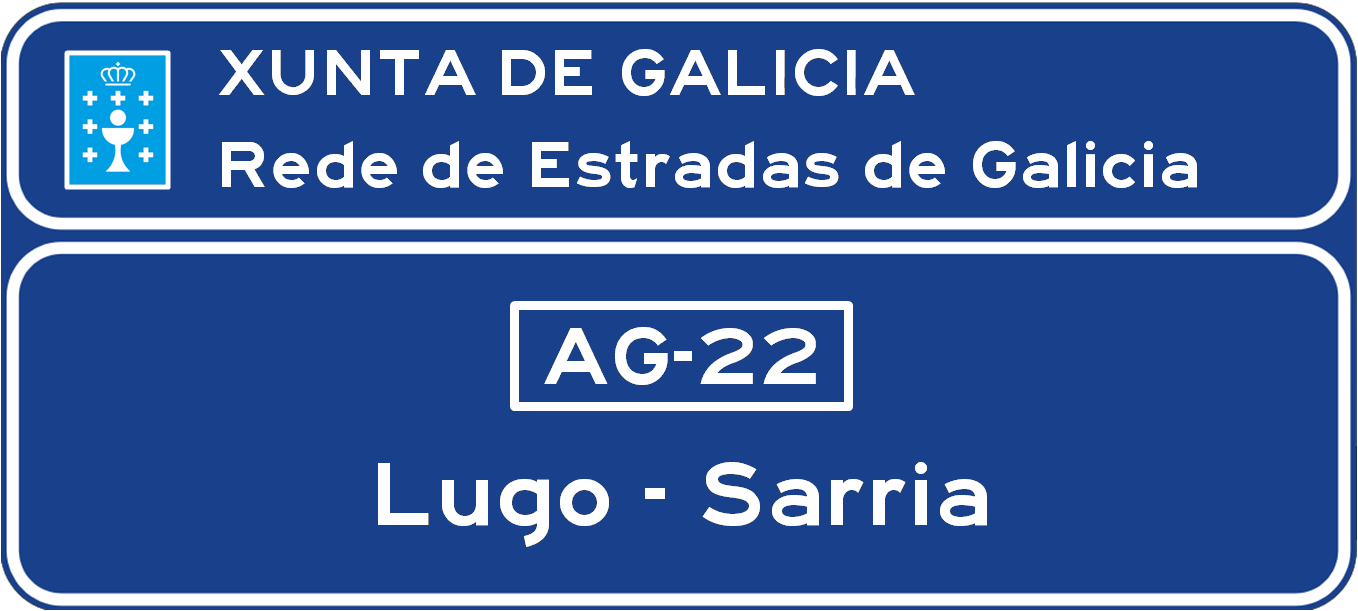
Señal de confirmación de la autovía Lugo-Sarria AG-22.

## Historia
Debido al tráfico y peligrosidad de la carretera LU-546, la Junta de Galicia inició las obras de construcción del corredor CG-2.2, una vía de altas prestaciones con el mismo recorrido pero evitando el paso por el centro de las localidades, ejerciendo de variante de las mismas. El primer tramo se inauguró en diciembre de 2008 y este corredor quedó finalizado en noviembre de 2015.
Los corredores son vías para automóviles con trazado válido para en un futuro poder ser desdoblada su calzada constituyendo una autovía (trazado con velocidad específica R-100 según la norma 3.1-IC del Ministerio de Transportes, Movilidad y Agenda Urbana) de acuerdo con la Ley 8/2013, de 28 de junio, de Carreteras de Galicia. Por ello, las estructuras, obras de paso, trazado, etc. se construyen previstos para poder ser usados en un futuro con dos calzadas. El desdoblamiento de autovía se estudia tramo por tramo en función de la intensidad media diaria de los mismos.
El 10 de febrero de 2017 se licitó el desdoblamiento y conversión en autovía del tramo entre Puebla de San Julián y Sarria (centro). Posteriormente, el 15 de marzo de 2022, se licitó el tramo entre Nadela y Puebla de San Julián. Actualmente sigue avanzada la redacción de proyecto de este tramo citado.
El 28 de octubre de 2022 entró en servicio de forma parcial, el primer tramo de la AG-22, concretamente los 9,7 km entre Puebla de San Julián y Sarria en sentido Monforte de Lemos, así como 1,2 km entre los enlaces centro y norte de Sarria en sentido Lugo y no hasta el 23 de noviembre de 2022 pusieron en servicio todo el tramo completo en autovía, con los 8,5 kilómetros restantes.

## Tramos
| Denominación | Tramo | Kilómetros  | Año servicio / Estado (2025)                                                                                                   |
| ------------ | --- | ----------- | --- |
|              | N-6 LU-11 Nadela - Puebla de San Julián | 13,5        | En redacción de proyecto (pendiente someter a información pública) (pendiente licitación de obras)                             |
| AG-22        | Puebla de San Julián - Sarria (centro) Tramo original CG-2.2 Tramo: Puebla de San Julián - Sarria (centro) (sentido Sur) Subtramo: Puebla de San Julián - Sarria (norte) (sentido Norte) Subtramo: Sarria (norte) - Sarria (centro) (sentido Norte) | 9,7 8,5 1,2 | 1 carril por sentido: 2008 2022                                                                                                |
|              | Sarria (centro) - LU-617 VG-2.1 Monforte de Lemos (norte) | 31,49       | Estudio informativo terminado (pendiente licitación de proyecto) (proyecto de duplicación del actual corredor gallego CG-2.2 ) |

## Salidas
| Velocidad | Esquema | Salida | Sentido Monforte de Lemos (VG-2.1)                                                          | Carriles | Sentido Nadela (N-6 y LU-11)                                                                            | Carretera     | Notas |
| --------- | ------- | ------ | ------------------------------------------------------------------------------------------- | -------- | --- | ------------- | ----- |
|           |         |        | En proyecto Tramo: Nadela-Puebla de San Julián                                              |          | En proyecto Tramo: Nadela-Puebla de San Julián                                                          |               |       |
|           |         |        | Comienzo de la Autovía Lugo-Monforte de Lemos AG-22 Procede de: CG-2.2 Puebla de San Julián |          | Fin de la Autovía Lugo-Monforte de Lemos AG-22 Incorporación final: CG-2.2 Dirección final: CG-2.2 Lugo | CG-2.2        |       |
|           |         | 13     |                                                                                             |          | LU-P-4304 Puebla de San Julián Páramo                                                                   | LU-P-4304     |       |
|           |         | 21     | LU-546 Sarria (norte) LU-536 Moelle Becerreá                                                |          | LU-546 Sarria (norte) LU-536 Moelle Becerreá                                                            | LU-546 LU-536 |       |
|           |         | 24     | LU-633 Sarria (centro) Paradela                                                             |          | | LU-633        |       |
|           |         |        | Fin de la Autovía Lugo-Monforte de Lemos AG-22 Dirección final: CG-2.2 Monforte de Lemos    |          | Inicio de la Autovía Lugo-Monforte de Lemos AG-22 Procede de: CG-2.2 Sarria                             | CG-2.2        |       |
|           |         |        | Pendiente de estudio Tramo: Sarria-Monforte de Lemos                                        |          | Pendiente de estudio Tramo: Sarria-Monforte de Lemos                                                    |               |       |